# Colignon et Talazac
Pour les articles homonymes, voir Colignon et Talazac (homonymie).
Colignon et Talazac est un constructeur automobile français.

## Production
L’entreprise basée à Neuilly a commencé à produire des automobiles en 1899. L’usine était située au 103, Avenue du Roule . 

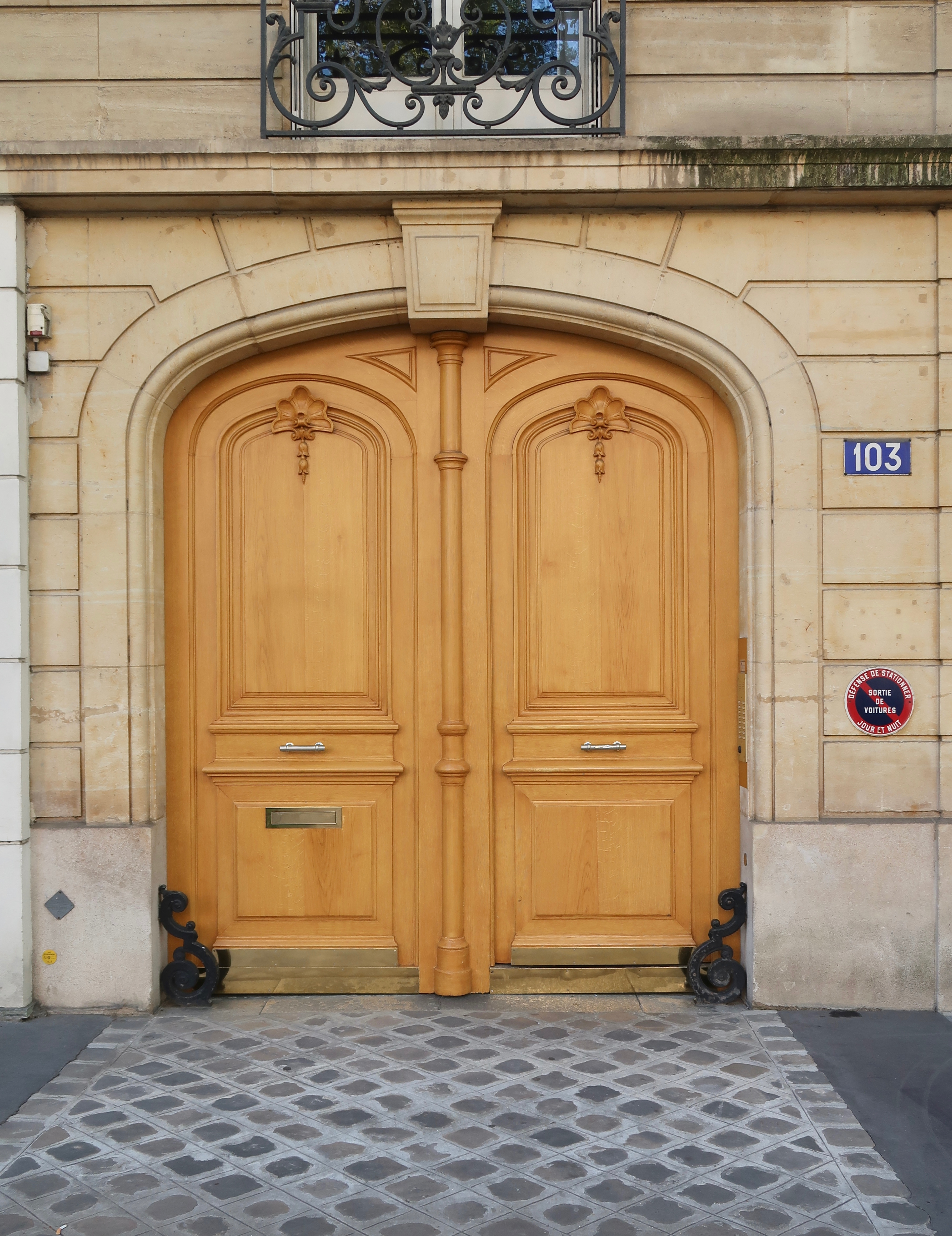
103 avenue du Roule, Neuilly-sur-Seine

En 1899, MM. Colignon et Talazac conçoivent un petit véhicule léger ne pesant que 175 kg. Le véhicule avec un moteur positionné à l’avant dans le flux d’air produisait 3 HP. Le véhicule biplace dispose de deux vitesses qui peuvent être changées sur la manivelle de direction. Le frein à pédale agit sur les freins de l’essieu arrière. La longueur du véhicule est de 2000 mm avec une largeur de voie de 1200 mm. En plus de la voiturette, des tricycles à moteur de Dion Bouton ou d’Aster étaient également disponibles.

## Référence
1. ↑  « Colignon et Talazac ; Cycle et automobile industriels de 29.10.1899 » (consulté le 19 novembre 2024)